# Schloss Riede

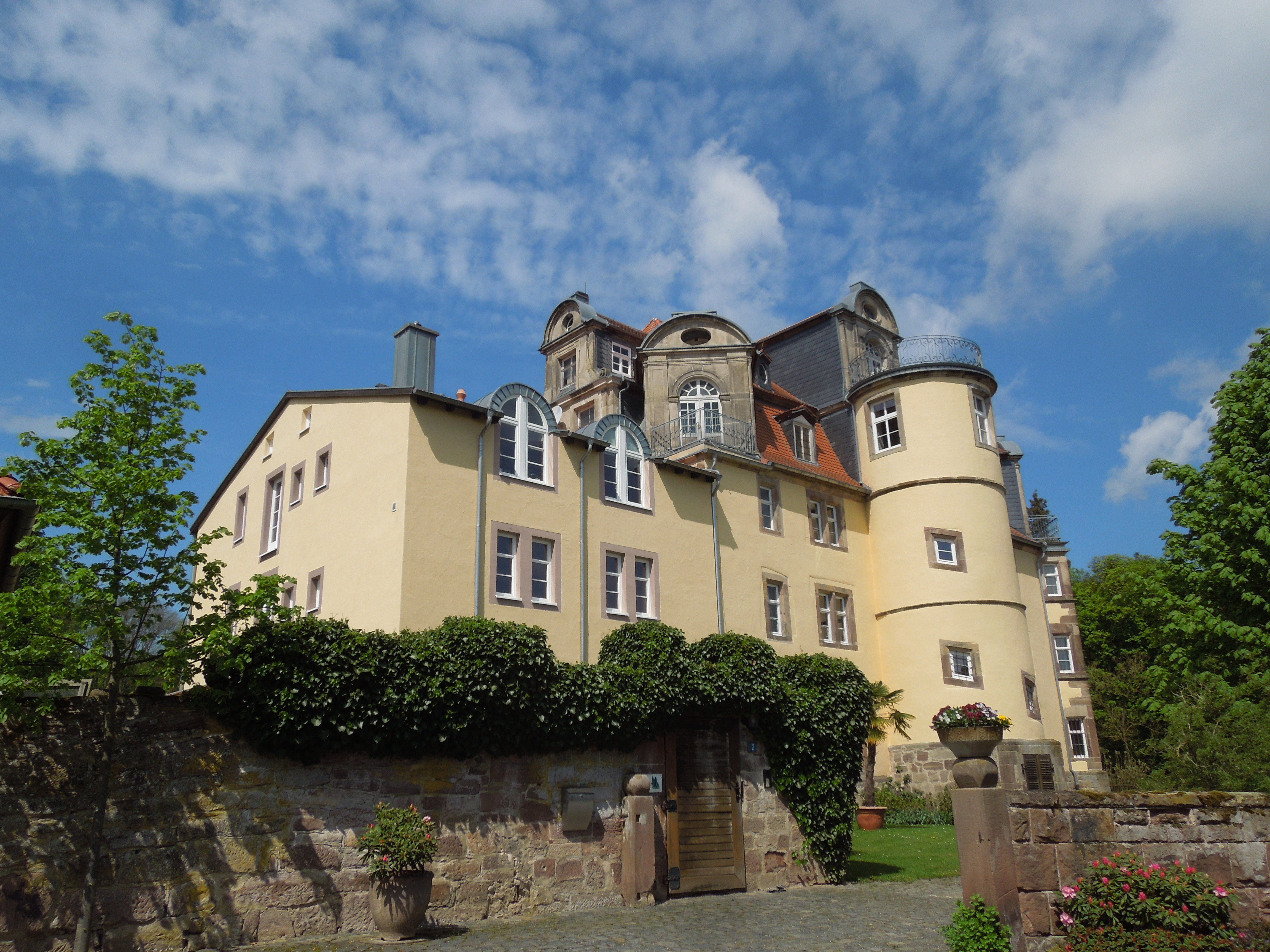
Schloss Riede von der Straßenseite (2017)

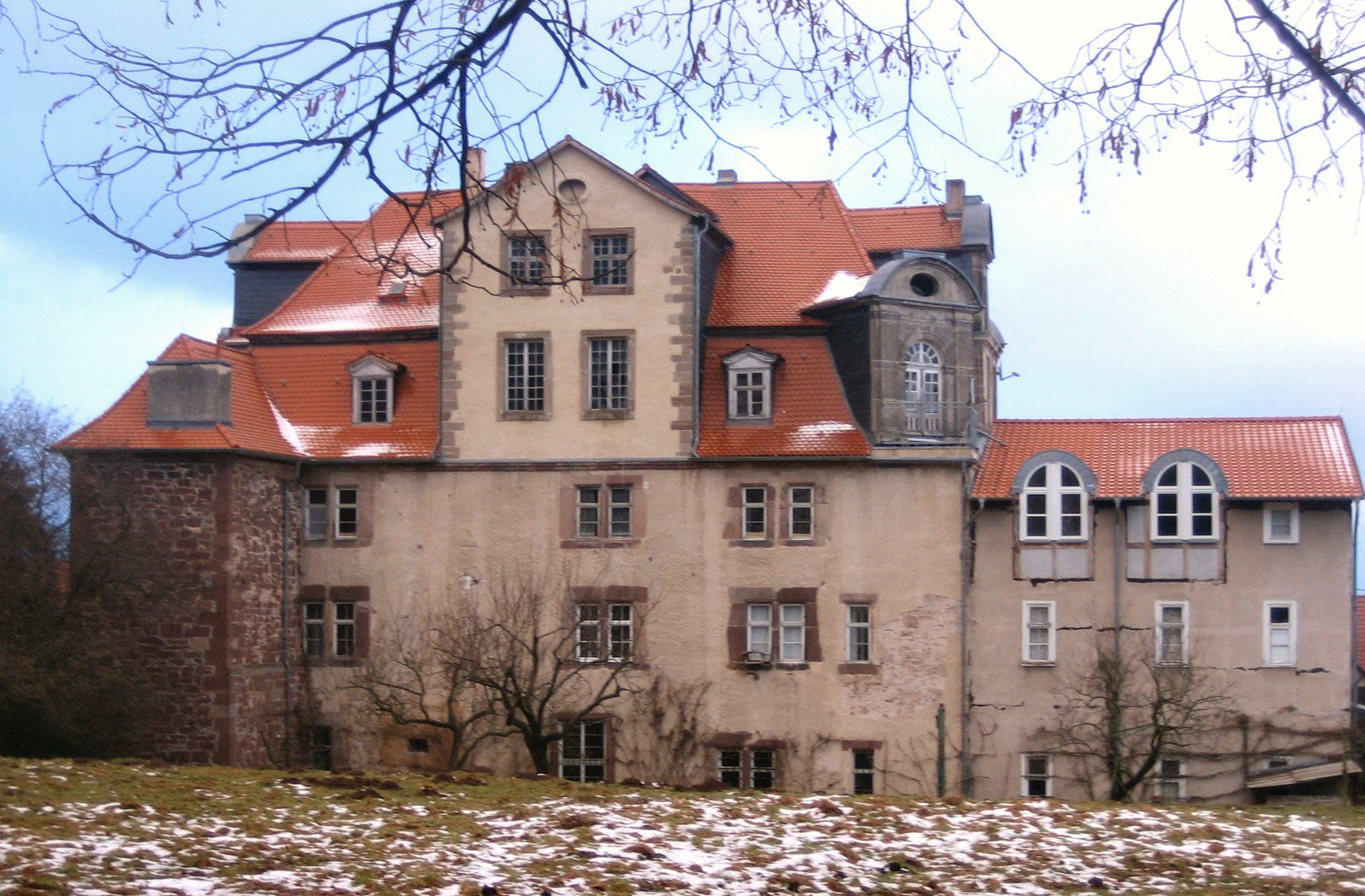
Schloss Riede von der Gartenseite (2005)

Das Schloss Riede ist ein Renaissancebau in Riede, einem Ortsteil von Bad Emstal im nordhessischen Landkreis Kassel. Es steht an der Stelle einer vormaligen Burg am westlichen Ortsrand von Riede unterhalb des Klauskopfes.

## Geschichte

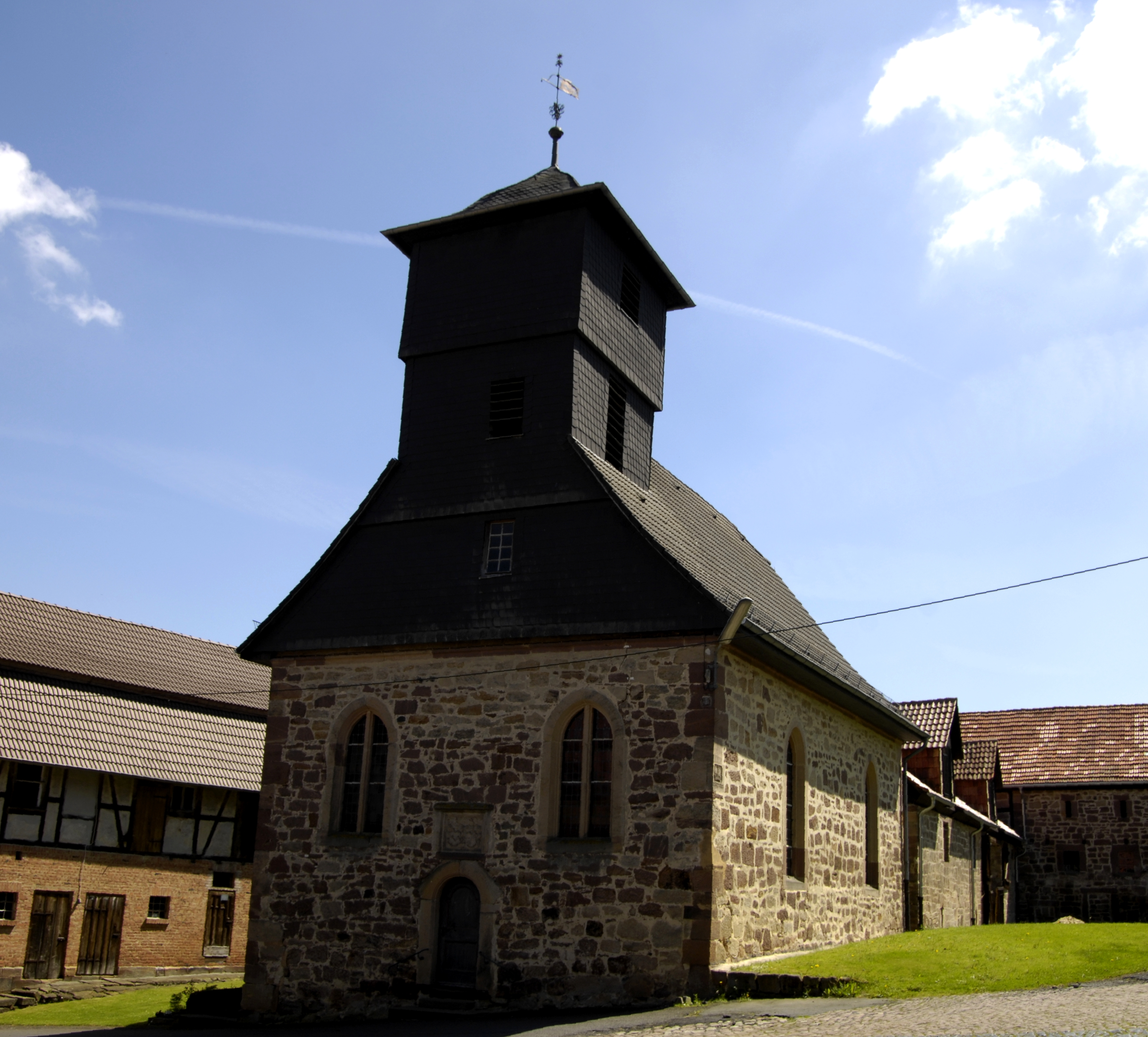
Die Kapelle beim Schloss Riede

Die erste urkundliche Erwähnung der Ortschaft Riede stammt aus dem Jahr 1074. Das Schloss wurde vermutlich auf den Grundmauern eines Hofs des Augustinerklosters Merxhausen gebaut. Nachweisbar scheint diese ursprüngliche Bausubstanz durch eine romanische Kapelle noch bis ins 19. Jahrhundert (beim Anbau des Südflügels 1886 wurde die Kapelle abgebrochen).
Im Jahr 1443 verkaufte der erste belegbare Besitzer, Henne von Wehren, der es als Lehen der Landgrafen von Hessen hielt, das Anwesen an das hessische Adelsgeschlecht derer von Meysenbug. 1563 wurde unter Verwendung umfangreicher Teile des bereits bestehenden Baus das Schloss im Weser-Renaissancestil errichtet, mit einem Rittersaal im Zentrum. Aus dem Jahr 1574 stammen die Renaissance-Eisengussplatten im Erkerzimmer, geschaffen nach den Entwürfen des hessischen Eisengießers Philipp Soldan.
1674 wurde dem Schloss durch Wolrad von Meysenbug (1632–1702) ein Gutshof angegliedert, ein einfacher Saalbau mit Fachwerktürmchen. Ebenfalls im 17. Jahrhundert wurde ein noch heute existierender Kräutergarten angelegt. Im Auftrag von Leo von Meysenbug wurde 1695 das Dachgeschoss umgebaut und erhielt dabei barocke Gestaltungselemente. Bei weiteren Umbauten im 18. Jahrhundert ging die Geschlossenheit der Anlage verloren. Um 1770 wurde die Schlossanlage durch Heinrich von Meysenbug (1742–1810) mit einem frühromantischen englischen Landschaftsgarten ergänzt. Sein Gartenbaumeister Johann Heinrich Müntz wurde 1798 im Garten des Schlosses Riede beigesetzt.
Im Jahr 1810 starb die Familie Meysenbug mit Heinrich von Meysenbug aus, und das Lehen fiel zurück an den damaligen Landesherren, Jérôme Bonaparte, König des napoleonischen Königreichs Westphalen, der es bereits sieben Wochen später seinem Großstallmeister, dem zum Grafen von Ried(e) ernannten General Philippe François Maurice d’Albignac schenkte. Dieser sah Riede allerdings nie persönlich und erfreute sich des Besitzes auch nicht lange, denn er fiel schon bald bei Jérôme in Ungnade, kehrte nach Frankreich zurück und starb 1824 in Paris.
Nach der Restitution des Kurfürstentums Hessen-Kassel im Jahre 1813 zog Kurfürst Wilhelm I. die Herrschaft Riede als erledigtes Lehen ein und bot sie dem Generalleutnant Wilhelm Engelhard an, dem Sohn des hessischen Historiographen Regnerus Engelhard, mit gleichzeitiger Verleihung des erloschenen Meysenbugschen Adelstitels. Engelhard lehnte jedoch ab. 1815 übertrug Wilhelm I. das Schloss seinem Sohn, dem Kurprinzen Wilhelm II., den er 1819 für vier Wochen mit seiner Mätresse Emilie Ortlöpp dorthin verbannte. Erbittert bot der Kurprinz Riede, das er bis dahin sorgsam gepflegt und in Stand gehalten hatte, dem Lombardassessor Reusch für 40.000 Taler an, der aber ablehnte. Schloss, Park, Wirtschaftsgebäude und Gut kamen daraufhin für 34.000 Taler an den Kammerherrn Rudolf von Buttlar  zu Elberberg (1802–1875), der 1825 ein Familienfideikommiss daraus machte. Dieser hatte das Anwesen bis zum Verkauf im Jahre 2007 in Besitz. Im Jahre 1886 wurde der heutige Südflügel in Fachwerkkonstruktion angebaut.
Das inzwischen schwer vernachlässigte Schloss samt Gutshof wurde im Jahre 2007 an neue Privatbesitzer verkauft und von 2008 bis 2014 totalrenoviert. Dieses Unternehmen, auch mit öffentlichen Fördermitteln und vom Verein zur Förderung des Schlosses Riede unterstützt, wurde 2012 mit dem Deutschen Preis für Denkmalschutz ausgezeichnet. Das Schloss enthält heute auf drei Etagen drei separate Wohnungen, wobei nur ein Teil der insgesamt 62 Räume des Baus dafür genutzt werden. Auch der große Schlosspark mit seiner historischen Kaskadenanlage wurde renaturiert und restauriert, und als letztes werden nun die Wirtschaftsgebäude des angeschlossenen einstigen Guts renoviert.
Das Schloss ist der Öffentlichkeit nicht zugänglich.

## Baubeschreibung

### Das Äußere
Das Schloss ist ein rechteckiger Bau mit schmalem, turmartigem westlichen Anbau, über Eck gestelltem Risalit an der Nordostecke und rundem Treppenturm an der Ostseite. Der dreigeschossige Massivbau mit Steinsockel ist bis auf den westlichen Anbau verputzt. Die südliche Erweiterung ist ein verputzter Fachwerkanbau von 1878.
Der Haupteingang befindet sich rechts neben dem Treppenturm. Das segmentbogige Portal mit getrenntem Oberlicht und Doppelwappen in rechteckigem Rahmen ist von kannelierten Pilastern gerahmt. Das Doppelwappen zeigt das Wappen des Leo von Meysenbug († 1593) und der von Gladebeck. Der Türsturz ist 1563 bezeichnet. Der Treppenturm mit Untergeschoss ist viergeschossig; das oberste Geschoss befindet sich auf Höhe des Daches und weist rechteckige Fenster auf. In den unteren Geschossen sind die Fenster schräg gestellt und entsprechend dem Treppenlauf der Wendeltreppe linksläufig. Die Fenster haben Falz und Kehle, wie dies auch die einzelnen oder gekuppelten Fenster des übrigen Baues, die unregelmäßig angeordnet sind, aufweisen. Der Eckrisalit besteht aus Bruchquadern, unter den Fenstern befindet sich jeweils umlaufendes Gesims.
Das barocke Mansarddach ist mit Zwerchgiebeln ausgebaut.
Zum Schloss gehört ein großer Wirtschaftshof mit Scheunen und massivem Verwaltungsgebäude. Ein Bau ist zur Kirche ausgestaltet.

### Im Innern
Der Keller im südlichen Raum hat einen Rundpfeiler. Das Erdgeschoss ist dreigeteilt: eine mittlere Halle mit gotischer Tür zum Raum nach rechts und einer Renaissancetür zum Raum links und zum Treppenturm. Der rechte Saal auf der Nordseite hat eine gotische Balkendecke auf Unterzug sowie ein später abgeteiltes Erkerzimmer mit Eichenholztäfelung. An der Eingangswand über der Tür finden sich Waffenembleme und gotisches Blendmaßwerk. In der Nordwand ist ein Wandschrank mit altem Eisenschloss eingebaut, vermutlich aus dem 16. Jahrhundert. Der von Wolrad von Meysenbug errichtete Westanbau enthält ein kleines Barockzimmer mit Eckkamin. An der Stelle der ehemaligen Kapelle ist heute eine Küche. Die Dreiteilung des Grundrisses setzt sich im Obergeschoss fort.

## Schlosspark

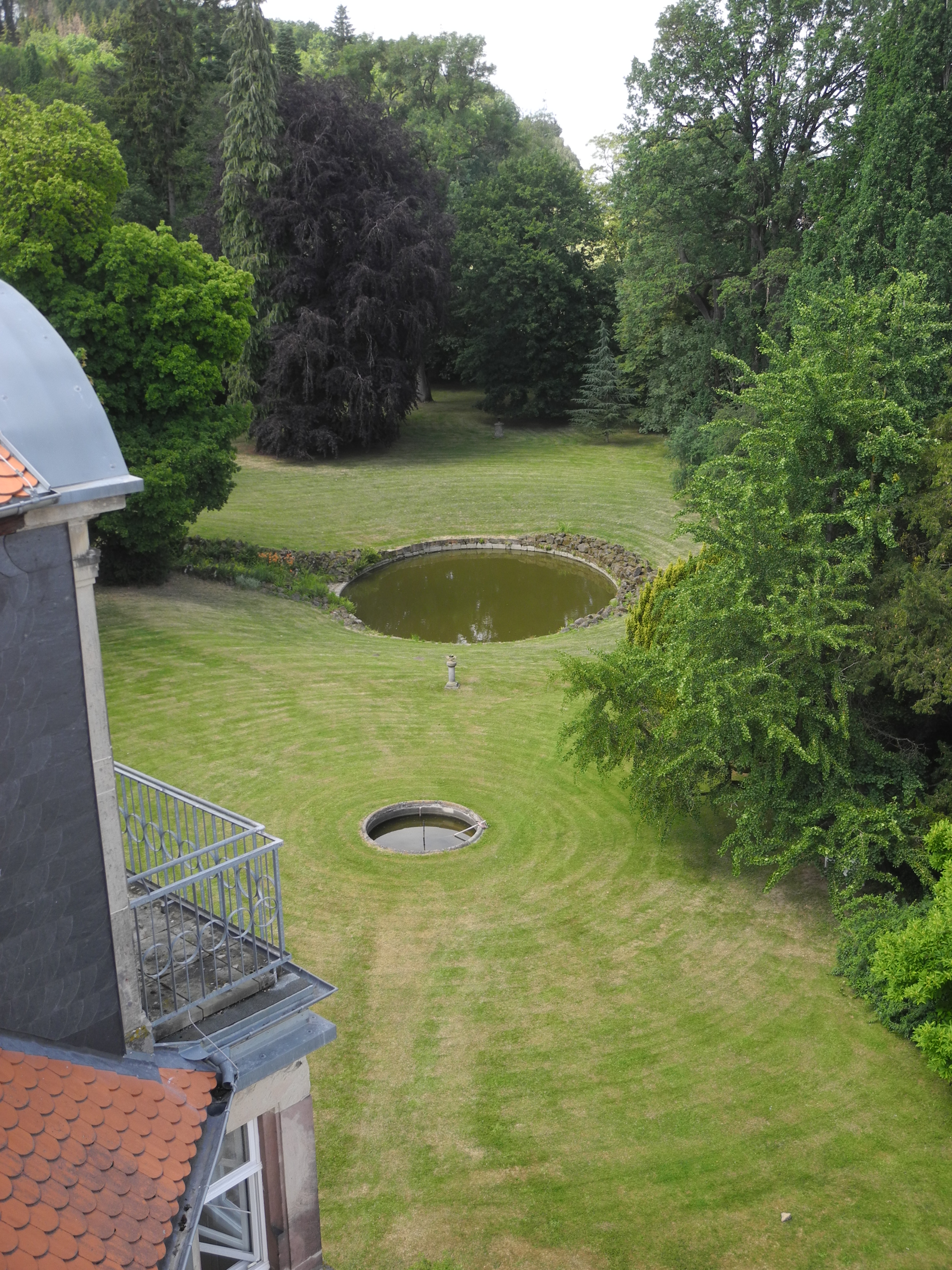
Der gärtnerische Kernbereich des Parks. Blick von Süden, aus dem Schloss Riede, nach Norden. (2019)

Heinrich von Meysenbug, der damalige Eigentümer des Schlosses, begann um 1770 damit, einen Park im neuen Stil des Englischen Landschaftsparks anzulegen. Dies geschah nach Vorbild des Kasseler Bergparks Wilhelmshöhe, in dem diese neuen Ideen damals aufgegriffen wurden. Landgräfliche Architekten und Gartengestalter aus Kassel wie Heinrich Christoph Jussow, Karl Steinhofer und Daniel August Schwartzkopf waren auch in Riede planend oder beratend tätig. Einen großen Einfluss auf die Gestaltung des neuen Landschaftsparks in Riede hatte insbesondere Johann Heinrich Müntz, der 1786 nach Kassel kam, nachdem er mehrere Jahre in England verbracht hatte.
Der Landschaftspark entstand am Osthang des Klauskopf (der Bergpark Wilhelmshöhe am Osthang des Habichtswaldes) und zieht sich (wie in Kassel) nach Osten hinunter bis zum Schloss. Aufgrund der Verbindungen und Ähnlichkeiten zu Kassel gilt der Schlosspark in Riede auch als die „Kleine Wilhelmshöhe“. Die Entwicklung des Parks endete mit dem Tod Meysenbugs 1810.
Der Landschaftspark im frühromantisch-sentimentalen Stil wurde mit zahlreichen einheimischen und exotischen Bäumen und Sträuchern bepflanzt und mit Denkmälern und Parkarchitekturen bebaut, die durch Wege und Achsen miteinander verbunden waren. Gestaltung und Bepflanzung ermöglichten Ausblicke in die umliegende Landschaft. Typisch für den frühromantischen Stil ist, dass Denkmäler und Parkarchitekturen mit den Themen Freundschaft, Liebe, Tod und Trauer besetzt wurden.
1976 unternahm Lucius Burckhardt mit Studenten der damaligen Gesamthochschule Kassel seinen Urspaziergang im ehemaligen Landschaftspark und begründete damit die Promenadologie.
2001 wurde mit ersten gartendenkmalpflegerischen Maßnahmen im Park begonnen. Mit dem „Heinrich von Meysenbug-Pfad“ wurde seinem geistigen Schöpfer gedacht. Der Meysenbugsche Landschaftspark ist nicht mehr als Gesamtwerk erhalten, aber etliche interessante Fragmente erinnern an seine Existenz.

### Heutiges Bild

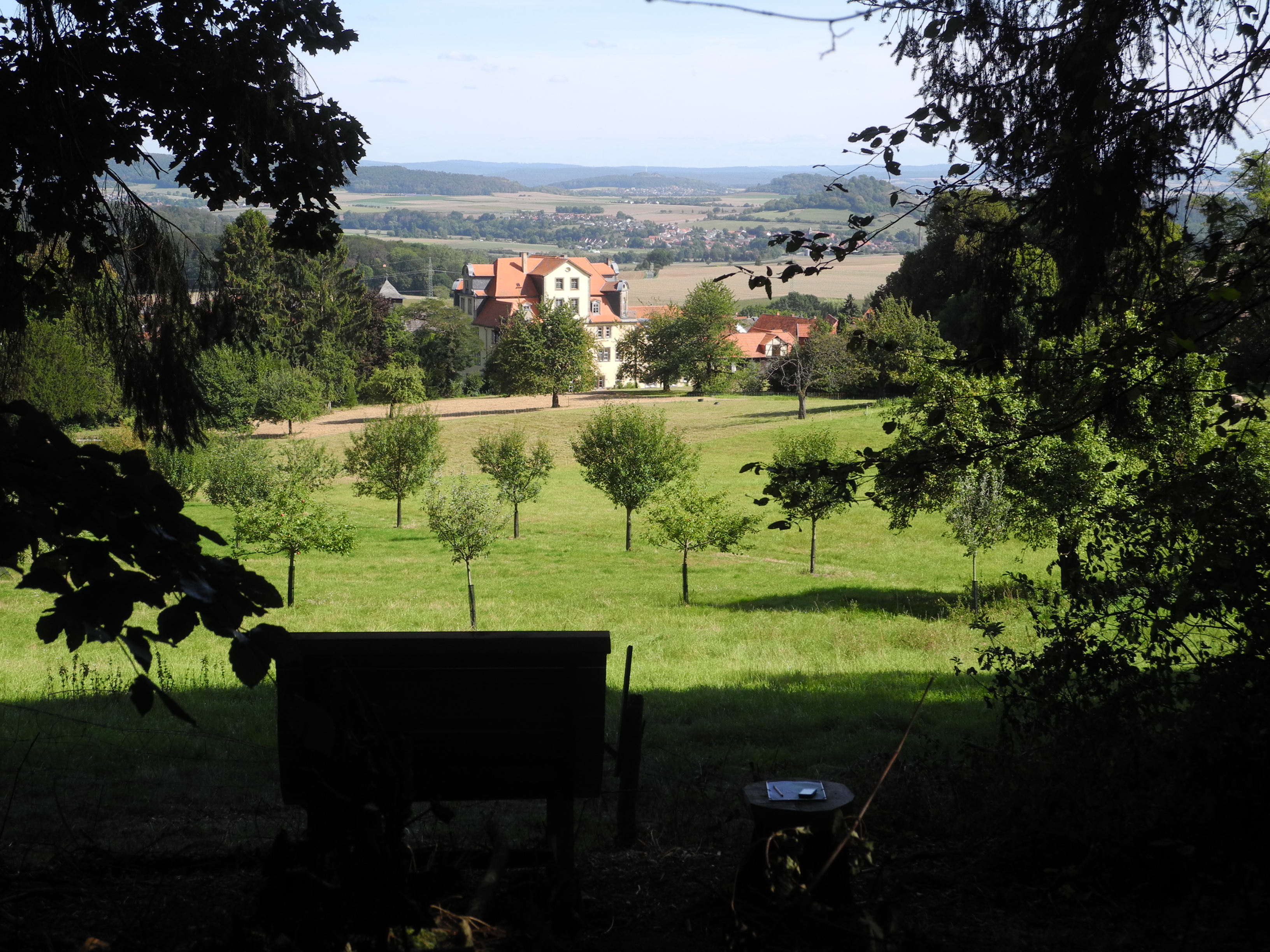
Blick vom Waldrand nach Westen, über den Tiergarten zum Schloss Riede mit dem Westrand des eindrucksvollen Baumbestandes (2019)

Der historische Landschaftspark in Riede lässt sich heute grob in 3 Bereiche gliedern:
- Der Schlosspark, oder Schlossgarten, als gärtnerischer Kernbereich des Parks, der direkt nördlich an das Schlossgebäude anschließt. Dort findet sich noch heute ein bemerkenswerter Baumbestand. Nach Restaurierungsarbeiten wurden dort 2010 die Wasserspiele wieder in Funktion gebracht und der ursprüngliche Basaltsteinverbund der „Teufelsbrücke“ wieder hergestellt.
- Die Offenlandfläche westlich des Schlosses, mit dem Tiergarten, vor dem Waldrand.
Dort findet sich das gartenarchitektonische Element des Patte d’oie (Krähenfuß). Gemeint ist ein Y-artiger Wegeverlauf, mit einer zentralen Sichtachse, grob in Ost-West-Richtung, und zwei abknickenden „Zehen“. Den nördlichen bildet eine Allee aus Pyramideneichen, den südlichen eine aus Kopflinden.[6]
Im Tiergarten wurde in den Jahren 2008 bis 2010 mit der Pflanzung von 150 Apfel-, Birn- und Zwetschgenbäumen alter Sorten aus Nordhessen und dem angrenzenden Westfalen die entstandenen Lücken im Bestand geschlossen.[7]
- Wald und Waldrand (Waldpark) am Klauskopf mit den Resten der Staffagebauten und Parkarchitekturen des Landschaftsparks. Dieser Waldpark wurde im Jahr 2005 vom Gesamtbesitz des Schlossgebietes abgetrennt.[8]

Schloss und Schlosspark mit Tiergarten sind in Privatbesitz und nicht ohne weiteres betretbar. Die Reste des Landschaftsparks im Wald und am Waldrand sind über Wege zugänglich, seit 2016 über die beiden aneinander grenzenden und mit einer gelben Ziffer markierten Rundwege 1 und 2. Der Rundweg 1 verläuft südlich des Klauskopf, über die Ried´sche Tränke. Der nördliche Rundweg 2 verläuft um den Klauskopf und am Rand des Tiergarten entlang, mit Blick auf Schloss Riede und den Westrand des eindrucksvollen Baumbestandes beim Schloss.

### Bauwerke und Parkarchitekturen
|  | Inschrift (2019)Blick vom Obelisk Richtung Osten, zum Schlosspark. (2019) Der Obelisk, errichtet 1775, zur Erinnerung an die 1774 verstorbene Schwester Caroline Philippine. Das Bauwerk, im Wald südwestlich des Klauskopfs, steht am Westende der (ehemaligen) Sichtachse zum Schlosspark. Deren Ostende wird heute durch den „Alles und Nichts“-Gedenkstein markiert. Der Bildhauer des 6,80 m hohen Monuments aus hellem Sandstein ist unbekannt. Alle 4 Seiten tragen Inschriften, zusammengesetzt: Der einzigen Schwester geweyet Caroline Philippine Meysenbug gebr. den 9. Febr. 1749 gest. 14. Sept. 1774 | OSM-Link zur Kartendarstellung: Obelisk                 | Commons : Obelisk                 |
|  | Der Gedenkstein mit der Inschrift ALLES UND NICHTS steht im Park, etwa 50 Meter nordwestlich des Schlossgebäudes. Er markiert heute das Ostende der (ehemaligen) Sichtachse. An deren Westende, im Wald, steht der Obelisk. Ursprünglich stand das Denkmal seit 1791 im Wald, auf dem Gipfel des Klauskopf, erst 1856 musste es dort dem Bau eines Aussichtsturms weichen. Seitdem steht der Stein im Schlosspark. | OSM-Link zur Kartendarstellung: Alles und Nichts        | Commons : Alles und Nichts        |
|  | Der Erinnerungsstein steht im Park, etwa 100 Meter nördlich des Schlossgebäudes. Der Stein erinnert an den Besuch der Familie des Landgrafen Wilhelm IX. im Juli 1789 in Riede. Das Denkmal stand ursprünglich am Waldrand und wurde erst während des 2. Weltkrieges in den Schlosspark versetzt. | OSM-Link zur Kartendarstellung: Erinnerungsstein        | -                                 |
|  | Vom Tempel der Freundschaft am Waldrand nördlich des Schlosses, erbaut 1790, sind nur noch Fundamentreste vorhanden. Das Bauwerk hatte eine elliptische Grundform mit einer geschlossenen Rückseite und einer durch 4 Säulen gegliederten Vorderseite. Der hölzerne Bau war von Basaltblöcken ringförmig umgeben, er stürzte 1927 ein. Der Tempel war Diana, der römischen Göttin der Jagd, geweiht und dem Grafen zu Waldeck gewidmet. | OSM-Link zur Kartendarstellung: Tempel der Freundschaft | Commons : Tempel der Freundschaft |
|  | Die Kapelle am Waldrand südlich des Schlosses, erbaut 1799 nach Plänen von Heinrich Christoph Jussow. Der neogotische Bau und seine Ausstattung orientierten sich an Hirschfeld und seiner Theorie der Gartenkunst, die wenige Jahre vorher erschienen war. Das auch als Tempel bezeichnete Gebäude dürfte Meysenbug und seinem Freundeskreis zu Zwecken der Meditation und des Philosophierens gedient haben, ob auch Treffen der Rosenkreuzer dort stattfanden ist ungesichert. 1928 wurde die Kapelle zur Grablege der Familie von Buttlar umgebaut, das Gebäude ist seitdem nicht mehr im Originalzustand. Charakter, Inneneinrichtung und Teile der künstlerischen Ausgestaltung gingen verloren. | OSM-Link zur Kartendarstellung: Kapelle                 | Commons : Kapelle                 |
|  | Die Eremitage, erbaut Ende des 18. Jahrhunderts, von dem Gebäude sind nur noch Fundamentreste vorhanden. Der Standort am Waldrand liegt etwa 50 Meter nordwestlich der Kapelle. Das quadratische Fundament aus grob behauenen Tuffsteinen besitzt eine Seitenlänge von 3,60 m. Es wurde 2003 freigelegt, dabei fanden sich Reste einer Bodenpflasterung aus Kieselsteinen. In einem Aufsatz von Bruno Jacob in der Kasseler Post im Juni 1924 vergleicht der Autor die Einsiedelei in Riede noch mit der Eremitage des Sokrates im Kasseler Bergpark. Er berichtet, dass noch etwa 20 Jahre vorher ein intakter mechanischer „Eremit“ in dem Haus anzutreffen war. Dieser habe, gesteuert über einen Mechanismus, Besuchern seine Hand entgegenstrecken können. 1924 war dieser Eremiten-Robotor bereits zerstört, seine Reste aber wohl noch vor Ort. | OSM-Link zur Kartendarstellung: Eremitage               | Commons : Eremitage               |
|  | Der Strohtempel steht an einer Wegekreuzung im Wald, am Abzweig zum Klauskopf und ca. 150 Meter nordöstlich des Obelisk. Das Gebäude ist nicht mehr im Originalzustand. Ursprünglich war der Tempel tatsächlich mit Stroh gedeckt, und stand leicht erhaben gegenüber den umgebenden Wegen. Die Forstwege im Wald sind inzwischen verbreitert und aufgeschüttet worden und die heutige hölzerne Schutzhütte steht in einer leichten Senke. Die Steinbänke aus dem Innenraum finden sich heute im Schlosspark. | OSM-Link zur Kartendarstellung: Strohtempel             | Commons : Strohtempel             |
|  | Das Müntz-Denkmal, errichtet 1799, zur Erinnerung an den 1798 verstorbenen Johann Heinrich Müntz. Das Bauwerk liegt im Wald südwestlich des Klauskopf, es wurde von dem Kasseler Bildhauer Johann Christian Ruhl angefertigt. | OSM-Link zur Kartendarstellung: Müntz-Denkmal           | Commons : Müntz-Denkmal           |

### Bäume im Schlosspark
Im verbliebenen Kernbereich des Parks, der direkt nördlich an das Schlossgebäude anschließt, findet sich noch heute ein bemerkenswerter Baumbestand. Weitere alte Bäume stehen auch im Umfeld.
| Photo | Trivialname                      | Botanische Bezeichnung              | Besonderheiten | Lage                                                                                            | mehr Bilder                                |
| ----- | -------------------------------- | ----------------------------------- | --- | ----------------------------------------------------------------------------------------------- | ------------------------------------------ |
|       | Europäische Eibe                 | Taxus baccata                       | Europäische Eibe am Ostrand der Parkfläche, heute als Naturdenkmal ausgewiesen. Im Jahr 1939 fand eine Exkursion der Deutschen Dendrologischen Gesellschaft (DDG) in den Schlosspark statt. Im Bericht heißt es: „In Riede [...] gabs urige Bäume. Die Eibe am Wirtschaftsgebäude hatte einen astreinen Schaft von 2 ½ m Höhe bei 285 cm Umfang und einen prächtigen Schirm von weiteren 10 m Höhe, [...]“. Das Baumalter wurde damals auf „900 Jahre“ geschätzt. Heute gehört die Eibe im Schlosspark Riede zu den Bäumen, bei denen das Alter nicht nur geschätzt, sondern wissenschaftlich bestimmt wurde (vgl. Liste der Naturdenkmale im Landkreis Kassel#Altersbestimmte Bäume). Bei einer Untersuchung im Jahr 2005 wurde ein Alter von etwa 350 Jahren festgestellt. Dieser Baum ist heute der älteste im Schlosspark Riede und eines der mächtigsten und damit ältesten Exemplare von Eiben in Deutschland. Stammumfang: 3,80 m Pflanzjahr: ca. 1655 | OSM-Link zur Kartendarstellung: Naturdenkmal Eibe                                               | Commons : Naturdenkmal Eibe                |
|       | Pyramideneiche                   | Quercus robur 'Fastigiata'          | Pyramideneiche am Ostrand der Parkfläche. Der Baum zeigt die Altersform der Pyramiden- oder Säuleneiche, bei der die Äste nicht so steil nach oben wachsen und der Wuchs des Baumes daher mehr in die Breite geht. Dieser Baum mit seinem Stammumfang von fast 5 Metern ist eine der mächtigsten Pyramideneichen in Deutschland. Stammumfang: 4,95 m Pflanzjahr: ca. 1800–1850 | OSM-Link zur Kartendarstellung: Pyramideneiche                                                  | -                                          |
|       | Riesenmammutbaum                 | Sequoiadendron giganteum            | Riesenmammutbaum im Westen der Parkfläche, am Tiergarten. Der gewaltige Baum ist bis zum Boden beastet. Er gehört zu den ältesten Exemplaren seiner Art in Deutschland. Stammumfang: 6,85 m Pflanzjahr: um 1856 | OSM-Link zur Kartendarstellung: Riesenmammutbaum                                                | -                                          |
|       | Spanische Tanne                  | Abies pinsapo                       | Spanische Tanne im Westen der Parkfläche, am Tiergarten. Dieser Nadelbaum ist möglicherweise das älteste Exemplar seiner Art in Deutschland. Stammumfang: 2,80 m Pflanzjahr: um 1856 | OSM-Link zur Kartendarstellung: Spanische Tanne                                                 | Commons : Spanische Tanne                  |
|       | Stieleiche 'Fürst Schwarzenberg' | Quercus robur 'Fürst Schwarzenberg' | Stieleiche der Form 'Fürst Schwarzenberg' im Nordwesten der Parkfläche. Die Form hat eine Panaschierung beim zweiten Blattaustrieb, dem sog. Johannistrieb. Dieser Baum ist wahrscheinlich das mächtigste und damit wohl das älteste Exemplar dieser Form in Deutschland. Stammumfang: 2,75 m Pflanzjahr: spätes 19. Jahrhundert | OSM-Link zur Kartendarstellung: Stieleiche 'Fürst Schwarzenberg'                                | Commons : Stieleiche 'Fürst Schwarzenberg' |
|       | Bergahorn 'Leopoldii'            | Acer pseudoplatanus 'Leopoldii'     | Bergahorn der Form 'Leopoldii' im Nordosten der Parkfläche. Die Form hat eine Panaschierung. Stammumfang: 2,65 m | OSM-Link zur Kartendarstellung: Bergahorn 'Leopoldii'                                           | -                                          |
|       | Blutbuche                        | Fagus sylvatica f. purpurea         | Blutbuche in der Parkmitte. Stammumfang: 4,50 m | OSM-Link zur Kartendarstellung: Blutbuche                                                       | -                                          |
|       | Pyramideneichen                  | Quercus robur 'Fastigiata'          | Allee aus alten Pyramideneichen im Norden des Tiergarten. Die Allee besteht aus etwa einem Dutzend Bäumen und verläuft zwischen der gärtnerischen Kernzone des Parks und dem Waldrand im Nordwesten. Sie bildet eine weitere Achse, nördlich der Sichtachse zwischen dem Obelisk und dem Alles und Nichts-Gedenkstein. | OSM-Link zur Kartendarstellung: Allee der Pyramideneichen                                       | Commons : Allee der Pyramideneichen        |
|       | Kopflinden                       | Tilia                               | Allee aus Kopflinden südlich des Tiergarten. Die Allee besteht aus wenigen älteren Bäumen und einigen Nachpflanzungen und verläuft zwischen dem Ortsrand von Riede und dem Waldrand im Südwesten. Ihr Verlauf folgt einer historischen Lindenallee des Landschaftsparks, und setzt sich heute in einer Waldschneise und in einem Forstweg fort. Die Kopflindenallee bildet eine weitere Achse, südlich der Sichtachse zwischen dem Obelisk und dem Alles und Nichts-Gedenkstein. | OSM-Link zur Kartendarstellung: Allee der Kopflinden                                            | Commons : Allee der Kopflinden             |
|       | Sommerlinden                     | Tilia platyphyllos                  | 3 Sommerlinden unmittelbar südlich des Schlossparks sind heute als Naturdenkmal ausgewiesen. Die 3 Linden flankieren den Weg zum Klauskopf und dem Wanderparkplatz Riede. Zwei Bäume stehen nördlich und ein Baum südlich des Weges. Die beiden östlichen der 3 Linden haben in der Vergangenheit ihre Krone verloren und erreichen nur noch etwa die halbe Höhe des westlichen Baumes. Stammumfang: bis 4,30 m Pflanzjahr: ca. 1885 | OSM-Links zur Kartendarstellung: nordwestliche Linde nordöstliche Linde südöstliche Linde       | Commons : Naturdenkmal Sommerlinden        |
|       | Blutbuchen                       | Fagus sylvatica f. purpurea         | 2 Blutbuchen am Waldrand westlich des Tiergarten. Die beiden Bäume stehen in etwa flankierend einer Achse vom Schlossgebäude zum Gipfel des Klauskopf. Stammumfang nördliche Blutbuche: 3,00 m Stammumfang südliche Blutbuche: 3,70 m | OSM-Links zur Kartendarstellung: nördliche Blutbuche am Waldrand südliche Blutbuche am Waldrand | -                                          |